# Flugzeugkollision am Flughafen Kalkutta 1957
Die Flugzeugkollision am Flughafen Kalkutta 1957 ereignete sich am 1. September 1957. An diesem Tag landete eine aus Delhi kommende Handley Page HP.81 Hermes IVA der Airwork Ltd. bei widrigen Wetterverhältnissen auf der falschen Landebahn des Flughafens Kalkutta-Dum Dum und kollidierte mit einer Douglas C-47A-25-DK (DC-3) der Indian Airlines. Die 64 Insassen der Handley Page Hermes blieben dabei unverletzt, die vier Insassen der DC-3 wurden getötet.

## Beteiligte Flugzeuge

### Handley Page Hermes der Airwork Ltd.
Das erste beteiligte Flugzeug war eine 1948 gebaute Maschine des Typs Handley Page Hermes mit der Werknummer HP.81/1. Es handelte sich somit um die erste je gebaute Serienmaschine des Typs Handley Page Hermes IV, die am 5. September 1948 auf mit dem Luftfahrzeugkennzeichen G-AKPF zugelassen und zunächst als Versuchsträger eingesetzt wurde. Am 22. Oktober ereignete sich mit der Maschine auf einem Testflug ein schwerer Zwischenfall, als im Flug das Heck auseinanderzubrechen begann. Die Maschine konnte sicher gelandet werden. Die Maschine wurde anschließend repariert und weiterbetrieben. Eine geplante Auslieferung an die BOAC, die die Maschine mit dem Taufnamen Hamilcar hätte in Betrieb nehmen sollen, kam nicht zustande und so wurde die Maschine im Oktober 1952 erneut als Versuchsträger auf Handley Page zugelassen. Am 4. März 1953 erfolgte eine Auslieferung an Airwork Ltd, wobei die Maschine zunächst bis Februar 1957 verleast wurde. Als mit der Maschine Charterflüge für das britische Verteidigungsministerium durchgeführt wurden, trug die Maschine zudem zusätzlich ein militärisches Luftfahrzeugkennzeichen. Das viermotorige Mittelstreckenflugzeug war mit vier Sternmotoren des Typs Bristol Hercules 773 ausgerüstet.

#### Passagiere und Besatzung
An Bord der Maschine befanden sich 58 Passagiere und sechs Besatzungsmitglieder.

### Douglas DC-3 der Indian Airlines
Das beteiligte Passagierflugzeug der Indian Airlines war eine 1944 während des Zweiten Weltkrieges im Werk der Douglas Aircraft Company in Long Beach, Kalifornien als Militärvariante Douglas DC-3/C-47A-25-DK gebaute Douglas DC-3 mit der Werknummer 13245. Die Maschine wurde am 8. Mai 1944 nach ihrer Endmontage mit dem militärischen Luftfahrzeugkennzeichen 42-93344 an die United States Army Air Forces (USAAF) ausgeliefert. Nach dem Zweiten Weltkrieg wurde die Maschine durch die USAAF als Überbestand kategorisiert und ausgeflottet. Am 13. Dezember 1945 übernahm die Tata Airlines die Maschine und ließ die Maschine mit dem Luftfahrzeugkennzeichen VT-AUA wieder zu. Am 19. November 1946 übernahm Air India die Maschine, ab dem 1. August 1953 Indian Airlines. Das zweimotorige Mittelstreckenflugzeug wurde von zwei Doppelsternmotoren Pratt & Whitney R-1830-92 Twin Wasp mit je 1.200 PS Leistung angetrieben.

#### Insassen
An Bord der Maschine befanden sich lediglich vier Besatzungsmitglieder.

## Unfallhergang
Als sich die Hermes Kalkutta näherte, erhielten die Piloten um 04:41 Uhr eine Freigabe für einen instrumentenlandesystemgestützten Anflug auf Landebahn 19L. Als sich die Maschine der Landebahn näherte, war diese aufgrund eines Regenschauers nicht sichtbar, weshalb die Piloten einen Fehlanflug durchführten. Um 05:01 Uhr bot die Flugsicherung dem Kapitän der Hermes einen radargestützten Anflug auf Landebahn 01R an. Die Hermes war das zweite Flugzeug in der Reihenfolge, das zu diesem Zeitpunkt landen sollte. Der Lotse lotste die Maschine mithilfe des Radar und gab um 05:29 Uhr die Freigabe für eine Landung nach Sichtflugregeln. Die Maschine war zu diesem Zeitpunkt eine Meile von der Landebahnschwelle der Landebahn 01R entfernt und befand sich links der Anfluggrundlinie.
Nachdem der Kapitän die Wolken durchflogen hatte, sichtete er die Landebahn. Er drehte die Lautstärke seines Radarempfängers aus und setzte den Anflug im Sichtflug fort. Tatsächlich näherte sich die Maschine jedoch der Landebahn 01L. Kurz zuvor hatte eine Douglas DC-3 der Indian Airlines die Freigabe erhalten, sich zur Vorbereitung auf einen Start auf der Landebahn 01L einzureihen. Bei der Landung kollidierte die Hermes mit der DC-3, die bei der Kollision auseinandergerissen wurde. Alle vier Insassen der DC-3 kamen ums Leben. Die Insassen der Hermes blieben dagegen unverletzt.

## Unfallursache
Die Unfallermittler gaben dem Kapitän der Hermes die Verantwortung für den Unfall, da er die Lautstärke des Radarempfängers in der Endphase des Anfluges heruntergedreht hatte und den Anflug unter Bedingungen fortsetzte, die es ihm nicht ermöglichten, die korrekte Landebahn zu identifizieren.